# Synagoga w Sosnowcu (ul. Waryńskiego)
Synagoga w Sosnowcu – prywatna synagoga znajdująca się w Sosnowcu przy ulicy Ludwika Waryńskiego (obecnie ul. Gabriela Narutowicza), za czasów niemieckich noszącej nazwę Redenstrasse.
Synagoga została założona w 1907 roku z inicjatywy Rubina Landaua. Podczas II wojny światowej hitlerowcy zdewastowali jej wnętrze. Obecnie jest wykorzystywana niezgodnie ze swoim pierwotnym przeznaczeniem.